# Grootsporig kroeskopje
Het grootsporig kroeskopje (Comatricha rigidireta) is een slijmzwam behorend tot de familie Stemonitidaceae. Hij leeft saprotroof op naaldhout.

## Kenmerken
Het capillitium stevig en stijf, ingewikkeld vertakt. De sporen hebben een kleine bleke ovale kiempore en een diameter van 11-14(-16)µm. Het onderste deel van de steel is omgeven door een hyaliene buitenlaag die lichtbruine vezels bevat.

## Verspreiding
In Nederland komt het grootsporig kroeskoopje zeer zeldzaam voor.